# Romance of a Jewess
Romance of a Jewess is de eerste drama (kort)film uit 1908, geschreven en geregisseerd door D.W. Griffith.

## Rolverdeling
| Acteur            | Personage     |
| ----------------- | ------------- |
| Florence Lawrence | Ruth Simonson |
| George Gebhardt   | Simon Bimberg |
| Gladys Egan       | De Dochter    |
| John R. Cumpson   | klant         |
| Guy Hedlund       |               |
| Arthur V. Johnson |               |
| Alfred Paget      |               |
| Mack Sennett      |               |
| Harry Solter      |               |